# Gare de Wadamisaki
La gare de Wadamisaki (和田岬駅, Wadamisaki-eki) est une gare ferroviaire de l'embranchement Sanyō de la ligne Wadamisaki exploitée par la West Japan Railway Company (JR West). Elle est située dans l'arrondissement Hyōgo-ku de Kobe, préfecture de Hyōgo au Japon. Elle dessert notamment les sociétés Mitsubishi Heavy Industries et Mitsubishi Electric, le Stade du parc Misaki, le stade du club de football Vissel Kobe.
Elle est en correspondance avec la station Wadamisaki desservie par la ligne Kaigan du métro municipal de Kobe. 

## Situation ferroviaire
Établie à 1 mètre d'altitude, la gare de Wadamisaki est située au point kilométrique (PK) 2.7 de la ligne Wadamisaki.
Elle fait  partie des gares appartenant à l'embranchement ferroviaire de la ligne Sanyō, nommé ligne Wadamisaki. Elle  est le terminus de la ligne du même nom. 
La gare ne fait circulait des trains que le matin et le soir, dans la journée aucun train ne circule sur la ligne.

## Histoire
C'est le 8 juillet 1890, que la gare est inaugurée par la compagnie ferroviaire Sanyo. À son origine, la gare est destinée exclusivement aux transports de marchandises. Elle est également dite gare de Wadasaki-chō (和田崎町駅, Wadasaki-chō-eki). Ce n'est qu'en 1895 que la gare devient gare de Wadamisaki. En 1906, avec la nationalisation des chemins de fer parle gouvernement japonais, la gare passe sous le contrôle de la Société gouvernementale des chemins de fer japonais. 
En 1924, une station du tramway de Kobe  devant la gare est inaugurée. Le 14 mars 1971, la station de tramway ferme avec l’arrêt définitive du tramway  de Kobe. 
En 1932, c'est l’arrêt du transport de marchandises qui est également stoppé sur la ligne. 
En 2003, la carte ICOCA devient utilisable en gare.  
En 2014, la fréquentation journalière de la gare était de 4 864 personnes
| 2010  | 2011  | 2012  | 2013  | 2014  |
| 5 396 | 5 518 | 5 373 | 5 158 | 4 864 |

## Service des voyageurs

### Accueil
La gare est une halte sans service et sans personnel. L'utilisation de la carte ICOCA aux portillons d’accès au quai de la gare est possible.

### Desserte
La gare de Wadamisaki est une gare disposant d'un quai et d'une voie.
| N° de voie | Ligne      | Direction |
| ---------- | ---------- | --------- |
| 1          | Wadamisaki | Hyôgo     |

Installations et desserte
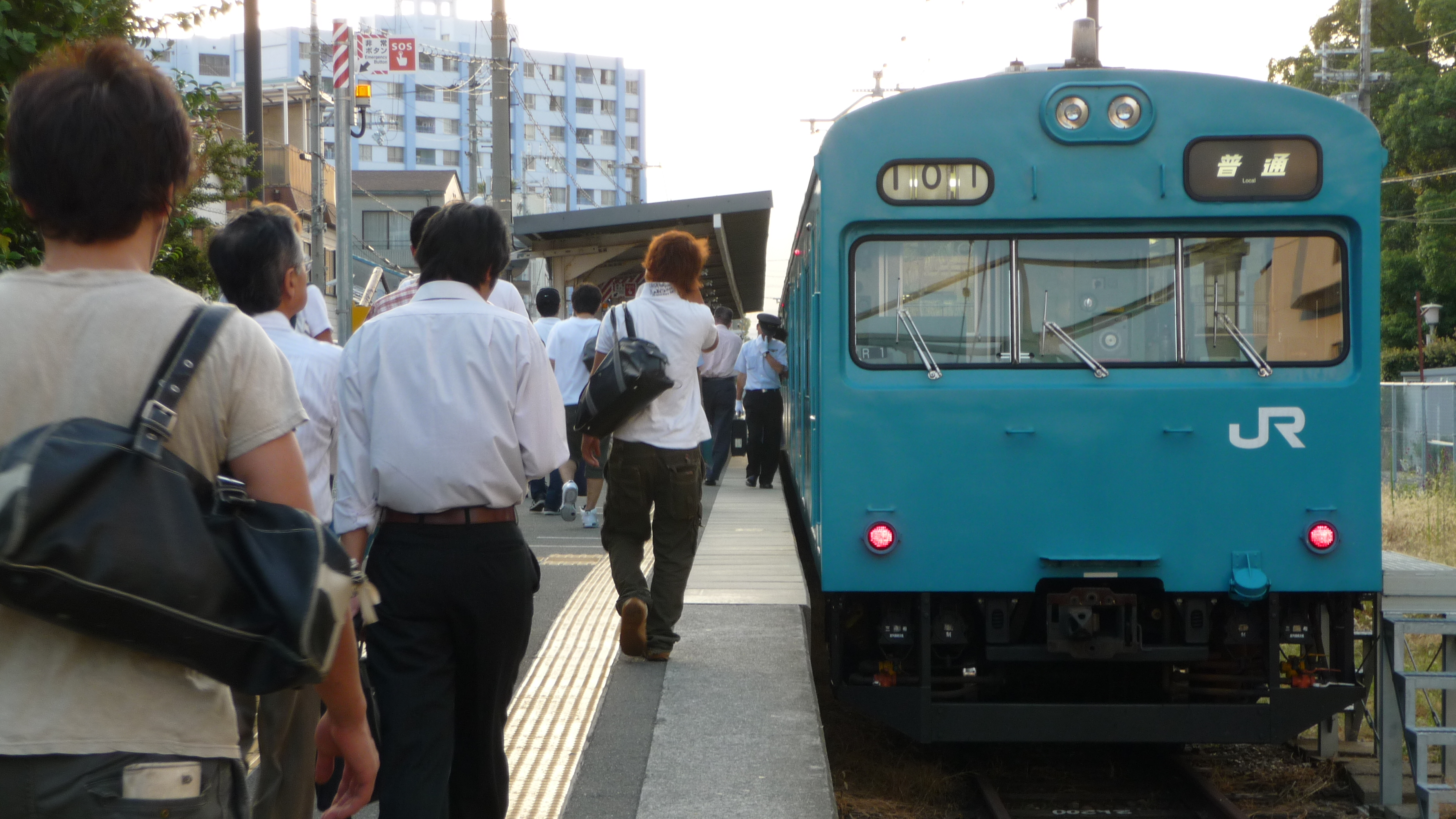
Voie et quai sur la ligne JR Kobe.

### Intermodalité
La gare est en correspondance avec la station Wadamisaki desservie par la ligne Kaigan du métro municipal de Kobe. Un arrêt de bus du réseau de la ville de Kobe est également disponible près de la gare.

## À proximité
La gare permet d'accéder à plusieurs lieux remarquables :
- L'Artillerie côtière de Wadamisaki
- Le Stade du parc Misaki
- Le sanctuaire shinto Wada-jinja
- Le sanctuaire shinto Mitsuishi-jinja